# Gadget’s Go Coaster

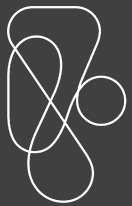
Схема дорожки

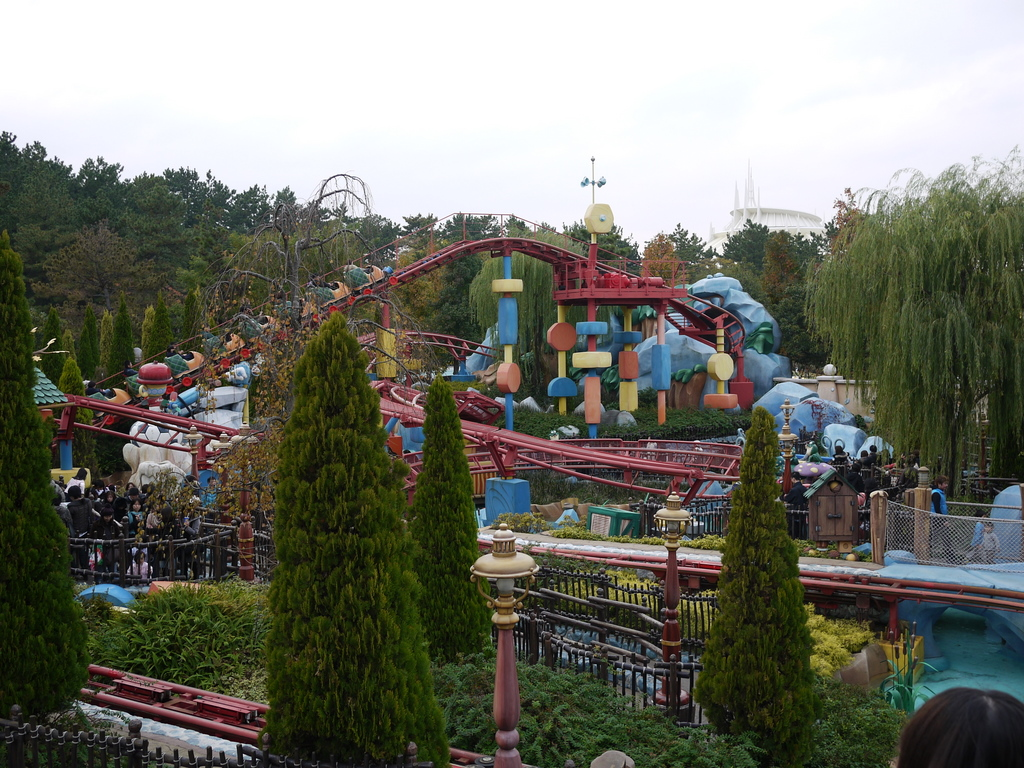
Американские горки Диснейленд (Токио)

Gadget’s Go Coaster — детские американские горки в тематическом парке Диснейленд в Анахайме, Калифорния, и тематическом парке Токийский Диснейленд, расположенном в Ураясу, Тиба, Япония, недалеко от Токио. Аттракцион основан на образе Гайки Гаечный Ключ из диснеевского мультсериала «Чип и Дейл спешат на помощь». Гайка изображена на вершине небольшого флюгера на здании, ведущем к дому Чипа и Дейла, а также на почтовой марке в зоне загрузки аттракциона.

Обе версии аттракциона расположены в Mickey's Toontown, при этом версия в Калифорнийском Диснейленде открылась 24 января 1993 года вместе с остальной частью Mickey's Toontown. Токийская версия аттракциона открылась 15 апреля 1996 года. Это был единственный оставшийся аттракцион, основанный на телесериале The Disney Afternoon. Аттракцион дебютировал через три года после прекращения работы над сериалом. Это самый короткий аттракцион в Калифорнийском Диснейленде, с продолжительностью в 44 секунды.

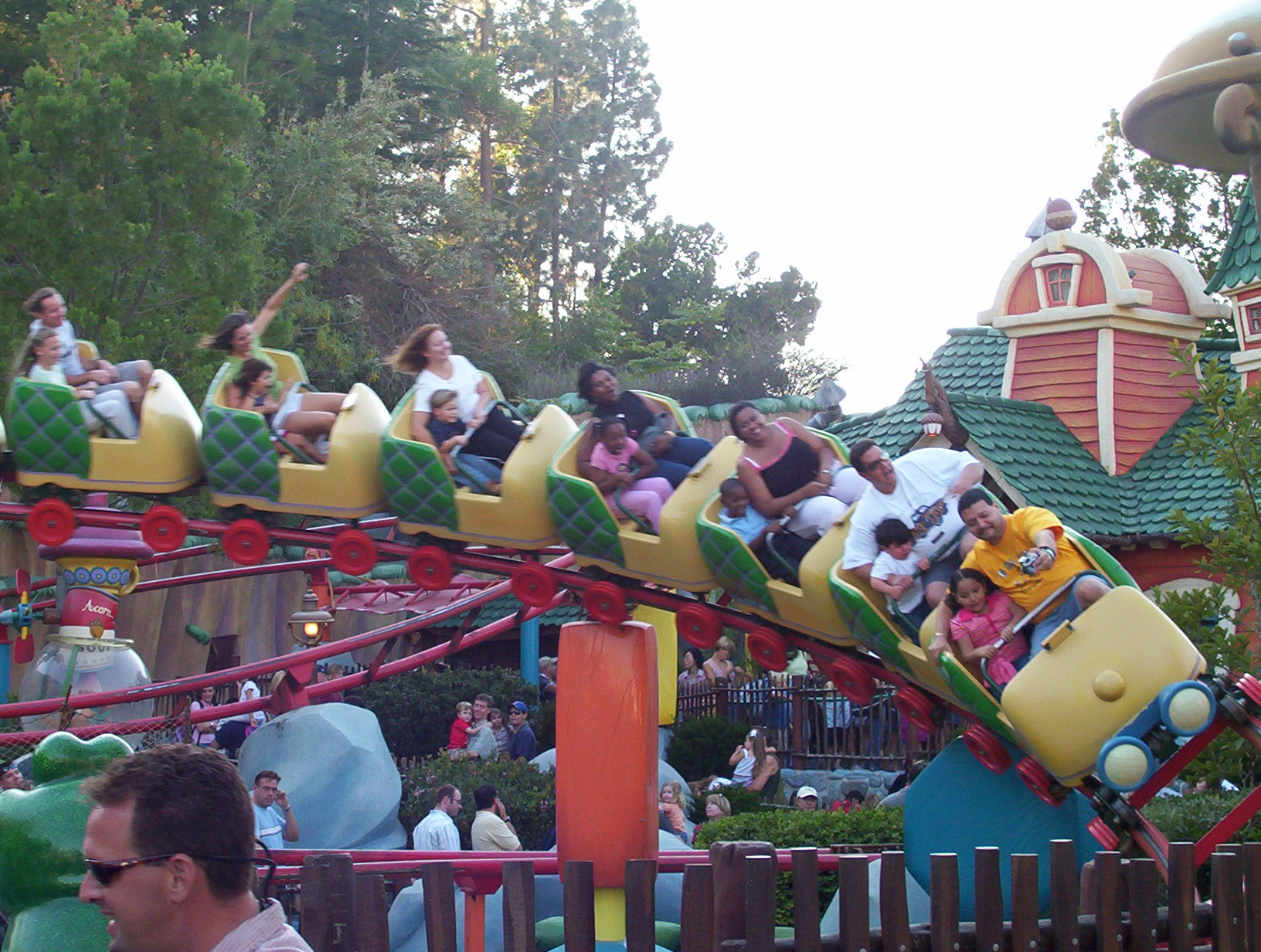
Американские горки Диснейленд

### Версия Диснейленда
Когда всадники подходят к главному входу, они видят вывеску. Поездка предназначена в первую очередь для детей, поэтому в ней очень маленькие автомобили. В то время как двое детей могут легко поместиться в одной машине, большинству взрослых придется путешествовать одному (или с маленьким ребенком). Гости садятся в поезд, созданный по образцу самодельного самолета.
Оказавшись на борту, гости слышат реплику безопасности Гайки (озвучивает Тресс МакНил). Гости путешествуют через утилизированный старый гребень, консервную банку и катушку с нитками Гайки и через озеро Мультяшек. Ближе к концу поездки (самый быстрый поворот) мультяшные лягушки брызгают водой над головами гостей. Каботажное судно останавливается и заезжает на станцию. Затем всадники возвращаются в Мультяшный город.
Версия Токийского Диснейленда когда всадники подходят к главному входу, они видят табличку с подставкой для Гайки, сделанную из случайных предметов. Над погрузочной площадкой, на почтовой марке, изображен портрет рейнджера-спасателя. Аттракцион в первую очередь предназначена для детей, поэтому в ней есть очень маленькие автомобили. В то время как двое детей могут легко поместиться в одной машине, большинству взрослых придется путешествовать одному (или с маленьким ребенком). Гости садятся в поезд, сделанный из желудей и мусора.

### Факты о достопримечательностях

#### Диснейленд
Название: Американские горки Гайки
Торжественное открытие: 24 января 1993 г.
Дизайнеры: Walt Disney Imagineering, Vekoma, TOGO
Количество поездов: 1
Вместимость поезда: 16
Количество кабин в поезде: 8
Максимальное количество сидячих мест: 2 в каждом ряду
Тема поезда: ручные стручки желудей от Гаджета
Требуемая высота: 35 дюймов (89 см)
Продолжительность поездки: 44 секунды
Система катания : американские горки
Спонсор: Sparkle Paper Towels (Тихоокеанская компания Джорджии).

#### Диснейленд в Токио
Торжественное открытие: 15 апреля 1996 г.
Дизайнеры: Walt Disney Imagineering, Vekoma.
Количество поездов: 2
Вместимость поезда: 16
Количество кабин в поезде: 8
Максимальное количество сидячих мест: 2 в каждом ряду
Продолжительность поездки: 1:00
Система катания: американские горки